# Manu Garrido
Manuel «Manu» Garrido Álvarez (Madrid, España, 6 de octubre de 2000) es un futbolista español que juega de delantero y su equipo actual es el C.F. Fuenlabrada de la Primera División RFEF de España.

## Trayectoria
Es un delantero formado en las categorías inferiores del Club Deportivo Leganés al que llegaría en 2013 con 12 años y pasaría por todas las categorías del club pepinero hasta debutar con el filial Club Deportivo Leganés "B" sustituyendo a Álex Mozo en la victoria a domicilio 2:3 contra el A. D. Alcorcón B en Tercera División.
Marcó su primer gol con el filial el 31 de marzo de 2019, el segundo en la victoria por 0:3 ante la Agrupación Deportiva Parla. A pesar de ser utilizado habitualmente con el filial desde 2017, terminó su formación en 2019, formando parte de la plantilla del Leganés B para la temporada 2019-20.
Debutó en Primera División el 27 de junio de 2020, sustituyendo a Roque Mesa en la derrota 2:1 frente a Club Atlético Osasuna.
En septiembre de 2020 amplió su contrato hasta 2024 con el club pepinero, y fue cedido una temporada al Hércules de Alicante Club de Fútbol.
El 29 de agosto de 2021, firma por el Universidad Católica de Murcia Club de Fútbol de la Primera División RFEF, cedido por el Club Deportivo Leganés.
El 11 de enero de 2023, firma por el Real Club Celta de Vigo "B" de la Primera División RFEF de España, cedido hasta el final de la temporada.

## Clubes
| Club                                                   | País   | Año             |
| ------------------------------------------------------ | ------ | --------------- |
| C. D. Leganés B                                        | España | 2019-2020       |
| Club Deportivo Leganés                                 | España | 2020-actualidad |
| Hércules de Alicante C. F. (cedido)                    | España | 2020-2021       |
| Universidad Católica de Murcia Club de Fútbol (cedido) | España | 2021-2022       |
| Real Club Celta de Vigo "B" (cedido)                   | España | 2023-           |